# Alexeï Stoupine
Alexeï Dmitrievitch Stoupine (Алексе́й Дми́триевич Сту́пин), né le 12 février 1846 à Serpoukhov et mort en 1915 à Moscou, est un éditeur et libraire russe, l'un des plus importants des années 1870-1880, fondateur d'une maison d'édition à Moscou (1868-1918).

## Biographie

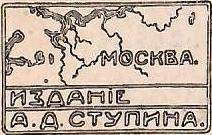
Édition A.D. Stoupine (emblème)

Alexeï Stoupine commence sa carrière comme commis chez le libraire Piotr Charapov. Rêvant de sa propre affaire, Stoupine demande un jour à son maître la permission de publier un livre qui occupait alors terriblement son imagination. Stoupine aimait la danse et il voulait publier un manuel illustré d'auto-apprentissage des différentes danses de l'époque. C'est ainsi que paraît son premier livre à petit tirage. Puis Stoupine ouvre sa propre affaire en louant une petite boutique près de l'église du Saint-Esprit et en agrandissant ensuite en louant une partie de l'appartement du prêtre pour la réserve. Son chiffre d'affaires croît raîdement par le fait qu'il est en même temps le commissionnaire de l'imprimerie synodale qui publie des livres à contenu spirituel bien vendus auprès du clergé. En outre, Stoupine réussit à obtenir des recommandations de plusieurs de ses publications par le biais du Comité scientifique du Ministère de l'instruction publique, par le Département des institutions de l'Impératrice Marie et par le Comité académique du Saint-Synode ; le visa de ces institutions lui permet de distribuer ses publications dans les bibliothèques.

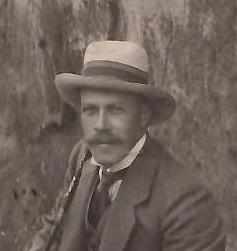
Alexeï Alexeïevitch Stoupine
(fils d'Alexeï Dmitrievitch Stoupine)

La maison d'édition Stoupine publie d'abord des estampes populaires (le loubok russe), de la littérature religieuse, de la littérature populaire et enfantine avec des illustrations, des manuels et des annuaires. Elle se trouve rue Nikolskaïa dans une maison du monastère Zaïkonospasski.
La maison d'édition publie à la fin du XIXe siècle de la littérature, dont les auteurs sont Pouchkine, Lermontov, Joukovski, Koltsov, Krylov, Mamine-Sibiriak, Leskov, les contes d'Andersen, des romans d'Oscar Wilde, des livres de Maurice Maeterlinck, des contes russes et des bylines ou encore l'épopée finlandaise Kalevala.
Stoupine se spécialise aussi grandement dans la littérature enfantine, dont la collection en format miniature, La Bibliothèque de Stoupine connaît un grand succès. Elle publie plus de cent vingt titres dont certains sont réédités plus d'une dizaine de fois, comme L'Abécédaire de bébé («Азбука-крошка») ou Mon premier livre («Книжка-первинка»). Il édite aussi la collection Petite Bibliothèque accessible et à partir de 1889 le Calendrier moderne. La Petite Bibliothèque accessible comprend des contes de fées, des histoires, des récits historiques, des voyages, des essais populaires sur la vie de la nature, des jeux, des divertissements, etc. dans une présentation très simple. Les tirages vont de deux à dix mille exemplaires. Afin de faire de la publicité pour sa Bibliothèque, Stoupine offre plus tard un bonus sous forme de casier aux acheteurs en gros. Ils peuvent ainsi ranger cette collection de manière plus élégante et attirer l'œil du client au comptoir.

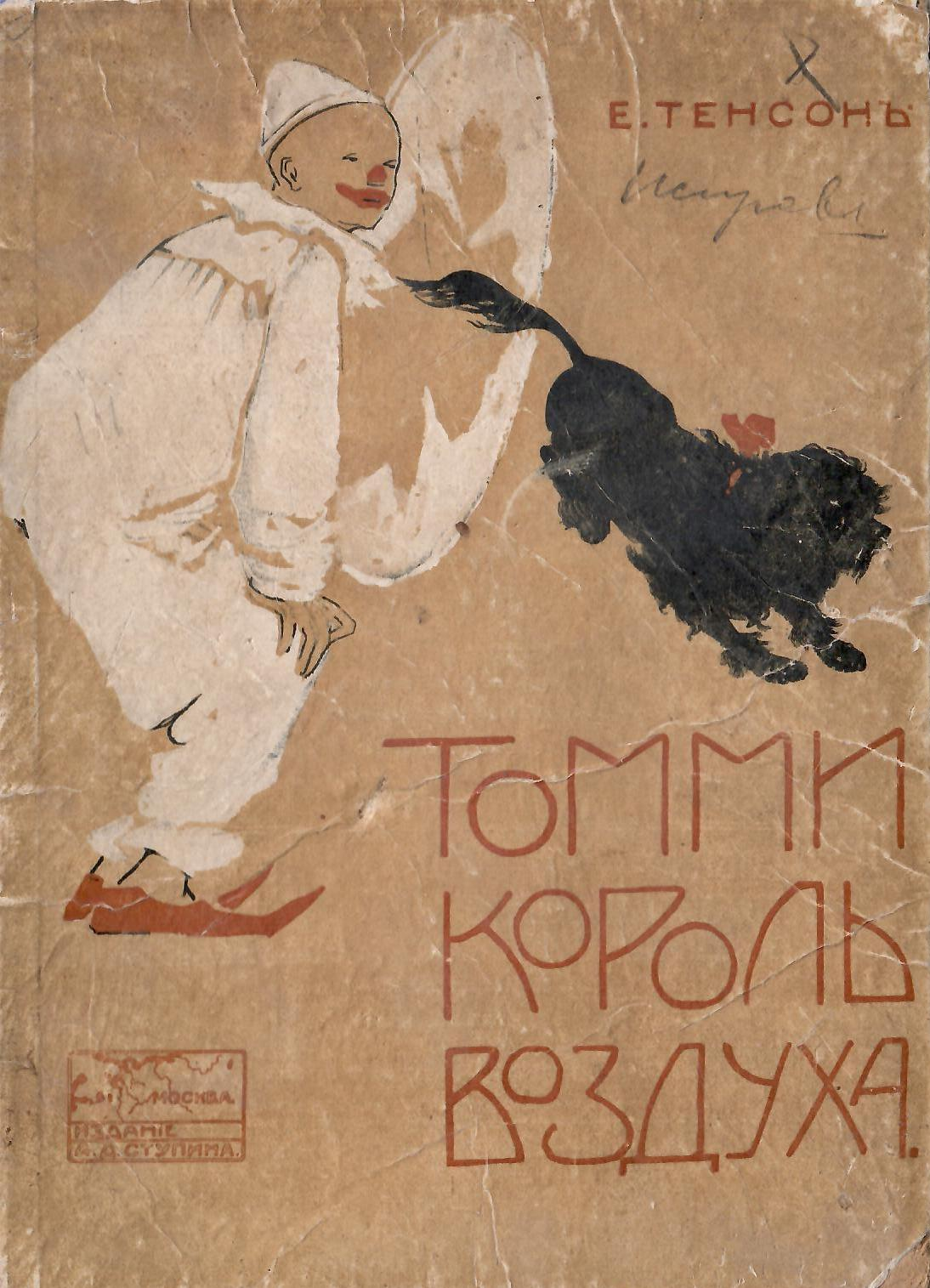
Tommy, le roi de l'air (couverture du livre édité par Stoupine). Auteur: Evguenia Tenson-Makovetskaïa

Stoupine n'épargne aucune dépense pour sa Petite Bibliothèque accessible. Pour les illustrations, il verse à l'artiste 200 roubles et la même somme au graveur pour chaque livre. Quand on lui a demandé pourquoi il faisait cela car cela pouvait provoquer une perte, Stoupine a répondu : « Écoute, toi, vas-y, je ne comprends pas ! Je compte sur plusieurs éditions à la fois. Le premier pour moi est toujours une petite perte, le second est un petit avantage et le reste est un solide profit dans ma poche. »
Des écrivains et des enseignants collaborent à l'entreprise, comme Ilia Derkatchiov, Vassili Avenarius, Alexandre Fiodorov-Davydov; les peintres et graveurs Nesterov, Pavlov, Panov, Karazine, Apsit, Spasski, Ianov, Klavdi Lebedev.
Stoupine aimait décorer ses livres de dessins gravés ; parfois, sur trente pages de texte, les illustrations occupaient presque toute la place. Il était exigeant envers les illustrateurs, quant aux matériaux et à la technique même de l'édition. La bibliothèque de Stoupine était imprimée dans les meilleures imprimeries de Moscou, dont les propriétaires considéraient comme un honneur de travailler pour l'entreprise Stoupine, en concurrence les uns avec les autres. Pour ses commandes, Stoupine payait toujours, selon ses propres termes, « proprement » et ne retardait jamais le paiement des factures.
Il habitait ruelle (péréoulok) Maly Kisselni au n° 5. Il meurt en 1915 et est enterré au cimetière Vagankovo. Sa sépulture n'a pas été conservée.
Le fils de Stoupine, Alexeï Alexeïevitch Stoupine, héritier de la maison d'édition, prolonge les affaires de son père pendant quelques années. Il vivait en concubinage avec la chanteuse d'opéra Evguenia Tenson-Makovetskaïa (1875-1948). Il passe les dernières années de sa vie rue Malaïa Dmitrovka, au n° 29, appt 39, où se trouvait toute une réserve des livres de la maison d'édition. Celle-ci avait déjà cessé son activité en 1918 lorsque la propriété privée avait été abolie. Elle avait publié plus de cinq cents titres.